# Sionggang
Sionggang is een bestuurslaag in het regentschap Asahan van de provincie Noord-Sumatra, Indonesië. Sionggang telt 2126 inwoners (volkstelling 2010).